# سري بازار
سري بازار (بالفارسية: سری بازار) هي قرية تقع في البلدة المركزية في إيران. يقدر عدد سكانها بـ 543 نسمة بحسب إحصاء 2016.